# Triphenylen
Triphenylen ist eine chemische Verbindung aus der Gruppe der polycyclischen aromatischen Kohlenwasserstoffe und besteht aus vier verbundenen Ringen.

## Vorkommen
Triphenylen kommt natürlich in Steinkohlenteer und fossilen Brennstoffen vor.

## Gewinnung und Darstellung
Triphenylen kann durch eine modifizierte Haworth-Reaktion ausgehend von Bernsteinsäureanhydrid mit 9-Phenanthrylmagnesiumbromid und anschließende Cyclisierung mit Fluorwasserstoff gewonnen werden. Es sind auch weitere Syntheseverfahren bekannt. Die häufigste Synthese beginnt von Cyclohexanon.

## Eigenschaften
Triphenylen ist ein weißer bis hellgelber Feststoff, der unlöslich in Wasser ist. Er besitzt eine orthorhombische Kristallstruktur mit der Raumgruppe P212121 (Raumgruppen-Nr. 19).

## Verwendung
Derivate von Triphenylen werden als Flüssigkristalle verwendet.